# Stichopathes lütkeni
Stichopathes lütkeni är en korallart som beskrevs av Brook 1889. Stichopathes lütkeni ingår i släktet Stichopathes och familjen Antipathidae. Inga underarter finns listade i Catalogue of Life.